# Scuole e correnti islamiche
Questo articolo riassume i diversi rami e le diverse scuole nell'Islam. La divisione più conosciuta è quella tra Islam sunnita, Islam sciita e kharigismo, essa fu inizialmente di natura politica, ma alla fine acquisì dimensioni teologiche e giuridiche. Esistono tre tipi tradizionali di scuole nell'Islam: scuole di giurisprudenza, ordini sufi e scuole di teologia. L'articolo riassume anche le principali denominazioni e i movimenti che sono sorti nell'era moderna.

## Panoramica

Le principali scuole e i rami dell'Islam (N.B: le caselle Ja'fari e Twelver (Duodecimani) sono da sostituire)

I primi secoli dell'Islam hanno dato origine a tre sette principali: sunniti, sciiti e kharigiti. Ogni setta ha sviluppato scuole di giurisprudenza distinte (madhhab) che riflettono le diverse metodologie di giurisprudenza (fiqh).
Ad esempio, i sunniti sono divisi in quattro scuole di giurisprudenza, cioè Hanafi, Maliki, Shafi'i, Hanbali.
Gli sciiti, d'altra parte, sono divisi in tre sette principali conosciute come Zayditi, Settimani e Duodecimani. Carmati, Ismailiti, Fatimidi, Assassini di Alamūt e Drusi emersero tutti dai Settimani. In seguito l'ismailismo si divise in Ismailiti nizariti e Musta'li, poi i Musta'liani si divisero in Hafizi e Tayyibi. Inoltre, gli imam sciiti in seguito diedero vita alla giurisprudenza Jafari. Akhbarismo, usulismo, shaykismo, Alauismo e Alevismo tutti sorti dai duodecimani.
Allo stesso modo, i Kharigiti furono inizialmente divisi in cinque rami principali: Sufriti, Azraqiti, Najadat, Adjariti e Ibaditi.
Tra questi numerosi rami, solo Hanafi, Malikiti, Shafei, Hanbali, Duodecimani-Jafari-Usuli, Nizariti, Alevi, Zaydi, Ibadi, Zahiri, Alauiti, Drusi e le comunità Taiyabi sono sopravvissuti. Inoltre, nuove scuole di pensiero e movimenti come i musulmani coranisti e i musulmani afroamericani emersero in seguito in modo indipendente. Tra i più recenti hanbaliti andrebbero annoverati il movimento del salafismo ed il Wahhabismo, fondato da Muhammad ibn ʿAbd al-Wahhāb (XVIII secolo), che ispirò il movimento che s'impadronì delle regioni peninsulari arabe e che contribuì non poco alla formazione della moderna Arabia Saudita. Però la Conferenza islamica mondiale a Groznyj del 2016 ha dichiarato il salafismo ed il Wahhabismo non sunnite (e quindi non hanbalite).

## Principali rami tradizionali

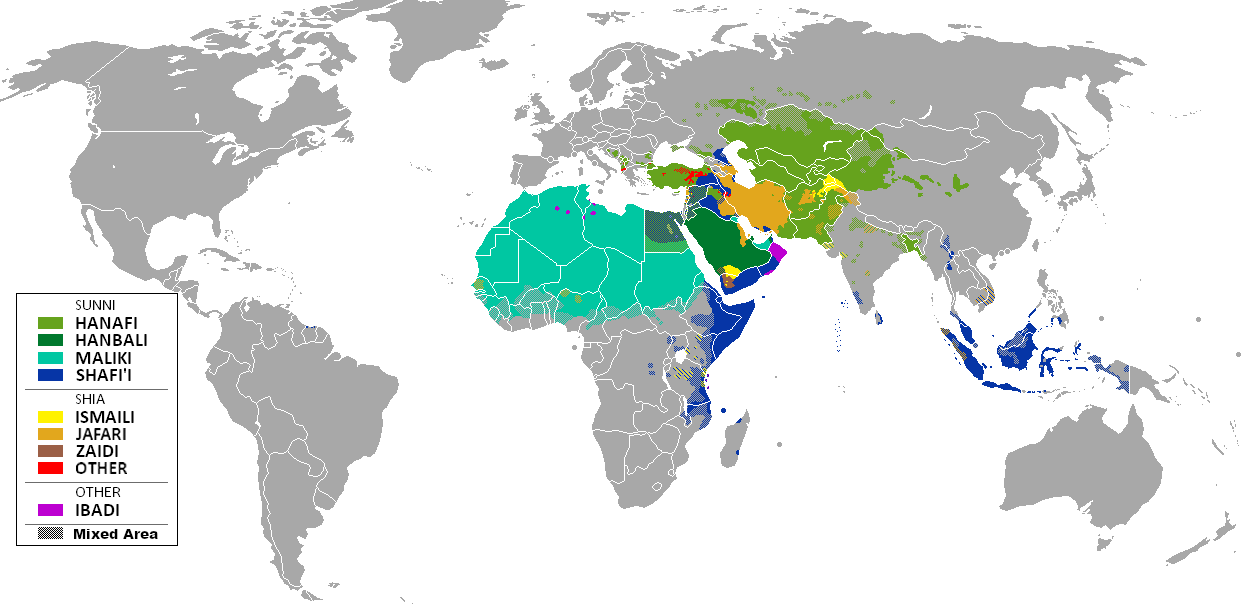
Distribuzione delle scuole giuridico-religiose islamiche nel mondo

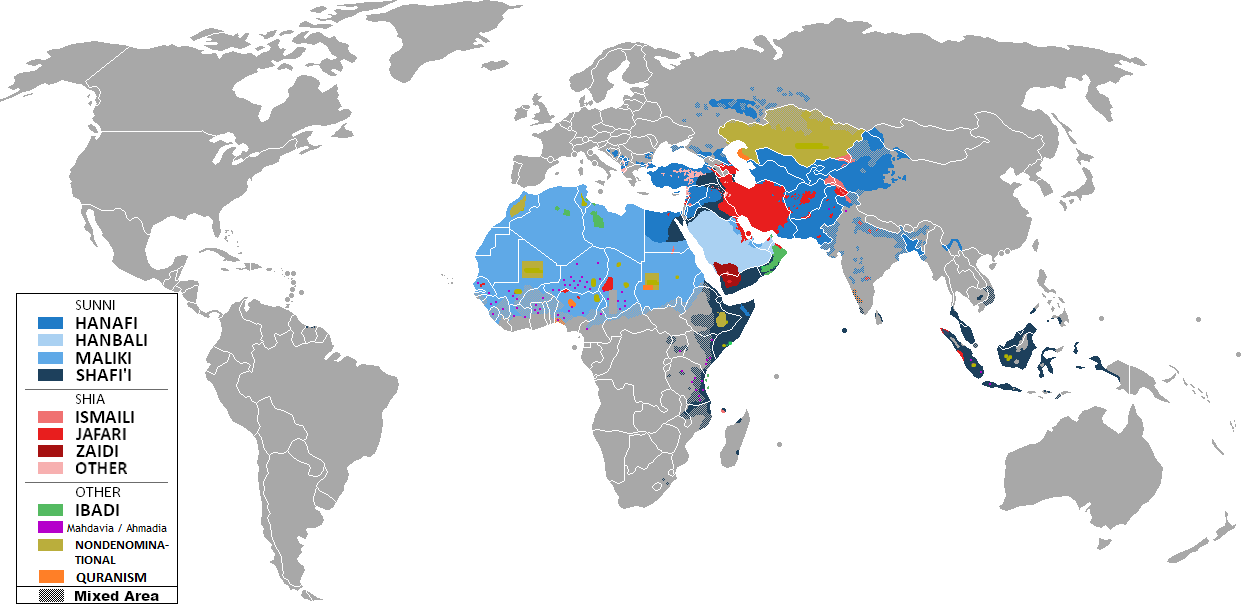
Distribuzione delle scuole giuridico-religiose islamiche nel mondo

### Islam sunnita
I musulmani sunniti sono la più grande denominazione dell'Islam e sono conosciuti come Ahl as-Sunnah wa'l-Jamā'h o semplicemente come Ahl as-Sunnah. La parola sunnita deriva dalla parola sunnah, che significa insegnamenti e azioni o esempi del profeta islamico, Maometto. Pertanto, "sunnita" si riferisce a coloro che seguono o mantengono la Sunna di Maometto. In molti paesi le schiaccianti maggioranze dei musulmani sono sunniti, quindi si riferiscono semplicemente a sé stessi come "musulmani" e non usano l'etichetta sunnita.
I sunniti credono che Maometto non nominò specificamente un successore per guidare la Ummah (comunità) musulmana prima della sua morte, e dopo un iniziale periodo di confusione, un gruppo dei suoi più importanti compagni si riunì ed elesse Abu Bakr, amico intimo di Maometto e patrigno, come il primo califfo dell'Islam. I musulmani sunniti considerano i primi quattro califfi (Abu Bakr, 'Omar ibn al-Khattāb, ʿUthmān b. ʿAffān e ʿAlī ibn Abī Ṭālib) come "al-Khulafā'ur-Rāshidūn" o "I califfi ben guidati". I sunniti credono anche che la posizione del califfo possa essere raggiunta democraticamente, guadagnando la maggioranza dei voti, ma dopo il Rashidun, la posizione si è trasformata in un dominio dinastico ereditario a causa delle divisioni avviate dagli Omayyadi e da altri. Dopo la caduta dell'impero ottomano nel 1923, non c'è mai stato un altro califfo ampiamente riconosciuto nel mondo musulmano.
In tempi recenti, i seguaci delle classiche scuole sunnite di giurisprudenza e del kalam (teologia razionalista) da una parte e i salafiti, che seguono una lettura letterale delle prime fonti islamiche, dall'altra hanno presentato rivendicazioni contrastanti per rappresentare l'islam sunnita ortodosso. Le correnti islamiche anglofone del primo tipo sono a volte indicate come "Islam tradizionale".

### Islam sciita
L'islam sciita (شيعةشيعة‎) è la seconda più grande denominazione dell'Islam, che comprende il 10–13% della popolazione musulmana totale nel mondo. I musulmani sciiti, anche se una minoranza nel mondo musulmano, costituiscono la maggioranza della popolazione in, Iran, Iraq, Bahrain e Azerbaijan così come sono una pluralità in Kuwait, Yemen e Libano. Oltre a credere nell'autorità del Corano e negli insegnamenti di Maometto, gli sciiti credono che la famiglia di Maometto, l'Ahl al-Bayt (il "Popolo della Camera"), compresi i suoi discendenti noti come Imam, abbiano una speciale autorità spirituale e politica sulla comunità e credono che Ali ibn Abi Talib, cugino e genero di Maometto, sia stato il primo di questi Imam nonché legittimo successore di Maometto, respingendo quindi la legittimità dei primi tre califfi Rashidun.
La fede islamica sciita è ampia e comprende molti gruppi diversi. Ci sono varie credenze teologiche sciite, scuole di giurisprudenza, credenze filosofiche e movimenti spirituali. L'identità sciita è emersa subito dopo il martirio di Hussain figlio di Ali (il nipote di Maometto) e la teologia sciita si è sviluppata a seguito di un passaggio dallo sciismo politico a quello ideologico nel II secolo e come i sunniti (ad esempio il califfato omayyade), i primi governi sciiti (ad esempio, la dinastia degli Idrisidi in Marocco o i giusti in Iran) furono istituiti dal VII e VIII secolo.

#### Maggiori sotto-denominazioni
- I duodecimani che credono nei dodici imam.
- Gli alauiti sono una religione distinta sviluppatasi nel IX / X secolo. Storicamente, gli studiosi duodecimani (come Shaykh Tusi) non consideravano gli alauiti come musulmani sciiti mentre condannavano le loro credenze eretiche.[19] Ibn Taymiyya ha anche sottolineato che gli alauiti non erano sciiti.[20]
- Ismailismo, includono i Nizariti, Settimani, Musta'liani, Dawudi Bohora, Hebtiahs Bohra, Sulaimani Bohra e Alavi Bohra sub-denominations.
- I Drusi sono una distinta religione tradizionale che si sviluppò nel XI secolo come uno scisma dall'Ismailismo
- Gli Zaidiyyah ebbero origine dai seguaci di Zayd ibn Ali.

#### Movimento Ghulat nella storia
I gruppi musulmani che attribuiscono caratteristiche divine ad alcune figure della storia islamica (di solito un membro della famiglia di Maometto, Ahl al-Bayt) o ritengono che le credenze ritenute devianti dalla teologia sciita tradizionale fossero chiamate Ghulāt.

### Kharigismo
Kharigiti (letteralmente "coloro che si separarono") è un termine generale che abbraccia una varietà di sette musulmane che, mentre originariamente sosteneva il califfato di Ali, in seguito combatté contro di lui e alla fine riuscì nel suo martirio mentre pregava nella moschea di Kufa. Mentre ci sono pochi gruppi Kharigiti rimanenti, il termine è talvolta usato per indicare i musulmani che rifiutano di scendere a compromessi con coloro con cui non sono d'accordo.
La principale sotto-setta Kharigita oggi è degli Ibaditi. La setta si sviluppò dalla setta islamica dei Kharigiti del VII secolo. Mentre i musulmani ibaditi mantengono la maggior parte delle credenze dei kharigiti originali, hanno respinto i metodi più aggressivi.
Un certo numero di gruppi Kharigiti si estinsero in passato:
I sufriti erano una setta dell'Islam nei secoli VII e VIII e una parte dei Kharigiti. I loro rami più importanti erano:
- Qurrīyya
- Nukkari

- Gli Harūrī erano una prima setta musulmana del periodo dei quattro califfi guidati dalla destra (632-661), chiamati per il loro primo leader, Habīb ibn-Yazīd al-Harūrī.
- Azraqiti
- Najdat
- Adjarites

## Sufi
Il sufismo è la dimensione mistica-ascetica dell'Islam ed è rappresentato da scuole o ordini noti come Tasawwufī-Ṭarīqah. È visto come quell'aspetto dell'insegnamento islamico che si occupa della purificazione del sé interiore. Concentrandosi sugli aspetti più spirituali della religione, i sufi si sforzano di ottenere l'esperienza diretta di Dio facendo uso delle "facoltà intuitive ed emotive" che bisogna addestrare all'uso.
Il seguente elenco contiene alcuni ordini Sufi degni di nota:
- L'ordine di Azeemiyya fu fondato nel 1960 dal santo islamico Syed Muhammad Azeem Barkhiya alias Qalandar Baba Aulia, a Karachi, in Pakistan.
- L'ordine Bektashi fu fondato nel XIII secolo dal santo islamico Haji Bektash Veli, e fu grandemente influenzato durante il suo periodo da Hurufi Ali al-'Ala nel XV secolo e riorganizzato da Balım Sultan nel XVI secolo. A causa della sua adesione ai Dodici Imam è classificato come islam sciita duodecimano.
- L'ordine Cishti (persiano: چشتیہ) fu fondato da Khwaja Abu Ishaq Shami ("il siriano", morto nel 941) che portò il sufismo nella città di Chisht, a circa 95 miglia a est di Herat nell'attuale Afghanistan. Prima di tornare a Levante, Shami iniziò, addestrò e depose il figlio dell'emiro locale (Khwaja) Abu Ahmad Abdal (morto nel 966). Sotto la guida dei discendenti di Abu Ahmad, i Chishtiyya come sono anche conosciuti, fiorirono come ordine mistico regionale. Il fondatore dell'Ordine Chishti in Asia meridionale era Moinuddin Chishti.
- L'ordine Kubrawiya fu fondato nel XIII secolo da Najmuddin Kubra a Bukhara nell'Uzbekistan odierno.[22]
- L'ordine dei Mawlawiyya è meglio conosciuto in Occidente come "dervisci roteanti".
- Muridiyya è il più importante ordine in Senegal e in Gambia, con il quartier generale nella città santa di Touba, in Senegal.[23]
- L'ordine Naqshbandiyya fu fondato nel 1380 da Baha-ud-Din Naqshband Bukhari. È considerato da alcuni un ordine "sobrio" noto per il suo dhikr silenzioso (ricordo di Dio) piuttosto che le forme vocalizzate di dhikr comuni negli altri ordini. Gli ordini Süleymani e Khalidiyya sono emanazioni dell'ordine Naqshbandi.
- L'ordine Ni'matullahi è oggi l'ordine sufi più diffuso in Persia. Fu fondato da Shah Ni'matullah Wali (morto nel 1367), fondato e trasformato dalla sua eredità del circolo Ma'rufiyyah.[24] Oggi esistono diversi sottordini, i più conosciuti e influenti in Occidente in seguito al lignaggio di Javad Nurbakhsh, che portò l'ordine in Occidente dopo la Rivoluzione iraniana del 1979.
- L'ordine di Noorbakshia, chiamato anche Nurbakshia,[25][26] afferma di tracciare il suo diretto lignaggio spirituale e catena (silsilah) al profeta islamico Maometto, attraverso Ali, per mezzo di Ali Al-Ridha. Questo ordine divenne noto come Nurbakshi dopo Shah Syed Muhammad Nurbakhsh Qahistani, che era in linea con l'ordine Kubrawiya.
- L'ordine Oveysi (o Uwaiysi) afferma di essere stato fondato 1.400 anni fa da Uwais al-Qarni dello Yemen.
- L'ordine di Qadiri è uno dei più antichi ordini sufi. Deriva il suo nome da Abd al-Qadir al-Gilani (1077-1166), originario della provincia iraniana di Gīlān. L'ordine è uno degli ordini sufi più diffusi nel mondo islamico e può essere trovato in Asia centrale, in Turchia, nei Balcani e in gran parte dell'Africa orientale e occidentale. I Qadiriyyah non hanno sviluppato dottrine o insegnamenti distintivi al di fuori dell'Islam tradizionale. Credono nei principi fondamentali dell'Islam, ma interpretati attraverso l'esperienza mistica. L'ordine Ba'Alawi è una propaggine di Qadiriyyah.
- Senussi è un ordine sufi religioso-politico fondato da Muhammad ibn Ali al-Sanusi. As-Senussi ha fondato questo movimento a causa delle sue critiche contro l'ulema egiziano.[27]
- L'ordine Shadhili fu fondato da Abu-l-Hassan ash-Shadhili. I seguaci (muridi arabi: i cercatori) dello Shadhiliyya sono spesso noti come Shadhilis.[28][29]
- L'ordine Suhrawardiyya (arabo: سهروردية) è un ordine sufi fondato da Abu al-Najib al-Suhrawardi (1097-1168).
- L'ordine Tijaniyya attribuisce una grande importanza alla cultura e all'educazione e sottolinea l'adesione individuale del discepolo (murid).

## Scuole di giurisprudenza
Le scuole islamiche di giurisprudenza, conosciute come madhhab, differiscono nella metodologia che usano per derivare le loro decisioni dal Corano e dagli hadith.

### Sunniti
In termini di giurisprudenza religiosa (fiqh), il sunnismo contiene diverse scuole di pensiero (madhhab) come:
- la scuola Hanafi, fondata da Abu Hanifa an-Nu'man, compresi sottogruppi come Barelvi e Deobandi.
- la scuola di Maliki, fondata da Malik ibn Anas.
- la scuola Shafi'i, fondata da Muhammad ibn Idris ash-Shafi'i.
- la scuola di Hanbali, fondata da Ahmad ibn Hanbal. La maggioranza del movimento salafita sostiene di seguire questa scuola.
- la scuola di Ẓāhirī, fondata da Dawud al-Zahiri.

### Sciiti
La principale scuola sciita di giurisprudenza è la scuola Ja'fari o Imāmī. È ulteriormente diviso in due rami, la scuola Usuli, che favorisce l'esercizio dell'ijtihad, e della scuola Akhbari, che sostiene che le tradizioni (aḵbār) degli Imam siano la principale fonte di conoscenza religiosa. Le scuole minori includono la scuola Ismā'īlī (Musta'lī Fāṭimid Ismā'īlīyah) e la scuola Zaydī, che hanno una maggiore affinità con la giurisprudenza sunnita.

### Ibadi
Il fiqh o la giurisprudenza di Ibadi è relativamente semplice. L'autorità assoluta è data al Corano e dagli hadith; le nuove innovazioni accettate sulla base del qiyas, o ragionamento analogico, furono respinte come offerte dagli Ibadi. Ciò differisce dalla maggioranza dei sunniti, ma è d'accordo con la maggior parte degli sciiti e con le scuole Zahiri e Hanbali del sunnismo.

## Scuole di teologia islamica
Aqidah è un termine islamico che significa "credo", dottrina o articolo di fede. Esistono molte scuole di teologia islamica, non tutte sopravvissute ai giorni nostri. I principali temi delle controversie teologiche nell'Islam hanno incluso predestinazione e libero arbitrio, la natura del Corano, la natura degli attributi divini, il significato apparente ed esoterico delle Scritture e il ruolo del ragionamento dialettico nella dottrina islamica.

### Kalām
Kalām è la filosofia islamica di cercare principi teologici attraverso la dialettica. In arabo, la parola significa letteralmente "parole / parole". Uno studioso di kalām è chiamato mutakallim (teologo musulmano; mutakallimūn plurale). Ci sono molte scuole di Kalam, le principali sono le scuole Ash'ari e Maturidi nell'Islam sunnita.